# Tadeusz Gogosz
Tadeusz Gogosz (wł. Kazimierz Gogosz, ur. 5 sierpnia 1945 w Katowicach, zm. 30 września 2019 w Esteponie) – polski gitarzysta basowy, w latach 60. i 70. członek wielu zespołów bigbitowych i jazzowych. Był współzałożycielem krakowskiego zespołu Szwagry. Grał i śpiewał z takimi zespołami i artystami jak: Dżamble, Skaldowie, Czesław Niemen i Akwarele, Bemibek, Sextet Zbigniewa Namysłowskiego, Test, Grupa Organowa Krzysztofa Sadowskiego, Grupa ABC, Ewa Demarczyk, Bemibem oraz EB Band.

## Życiorys
Tadeusz Gogosz urodził się 5 sierpnia 1945 roku w Katowicach. Dzieciństwo spędził w Warszawie i w Śródborowie koło Warszawy, w połowie lat pięćdziesiątych przyjechał wraz z rodziną do Nowej Huty, gdzie rozpoczął naukę muzyki. W liceum grał na klarnecie, co w jego własnych słowach nudziło go to bardzo i w tym okresie zaczął grać w nowohuckich zespołach bigbitowych. Grał w krakowskich zespołach Ametysty oraz Bitni, a później w zespole Szwagry, w którym pełnił rolę kierownika muzycznego. Był także współzałożycielem zespołu Dżamble, skąd przeszedł do Skaldów. W latach 1967–1969 grał w zespole towarzyszącym Czesławowi Niemenowi – Akwarele. W późniejszych latach współpracował z takimi grupami i artystami jak: Adam Makowicz, Tomasz Stańko, Janusz Muniak oraz Grupa ABC, Bemibek, sekstet Zbigniewa Namysłowskiego, grupa organowa Krzysztofa Sadowskiego, Novi Singers, Bemibem, Test i Ewa Demarczyk.
Ma dwie siostry, starszą Marię (zm. 2017) – wielokrotną reprezentantkę Polski w brydżu sportowym, i młodszą Aleksandrę.
Był pierwszym mężem Ewy Bem. Wyemigrował do Norwegii, gdzie ukończył studia inżynierskie, pracował jako inżynier jakości konstrukcji stalowych. Po zakończeniu pracy zawodowej przeniósł się do Andaluzji, gdzie mieszkał do końca swojego życia.
W 2005 został odznaczony brązowym medalem „Zasłużony Kulturze Gloria Artis”.
Zmarł 30 września 2019 roku w Esteponie.